# Сакая

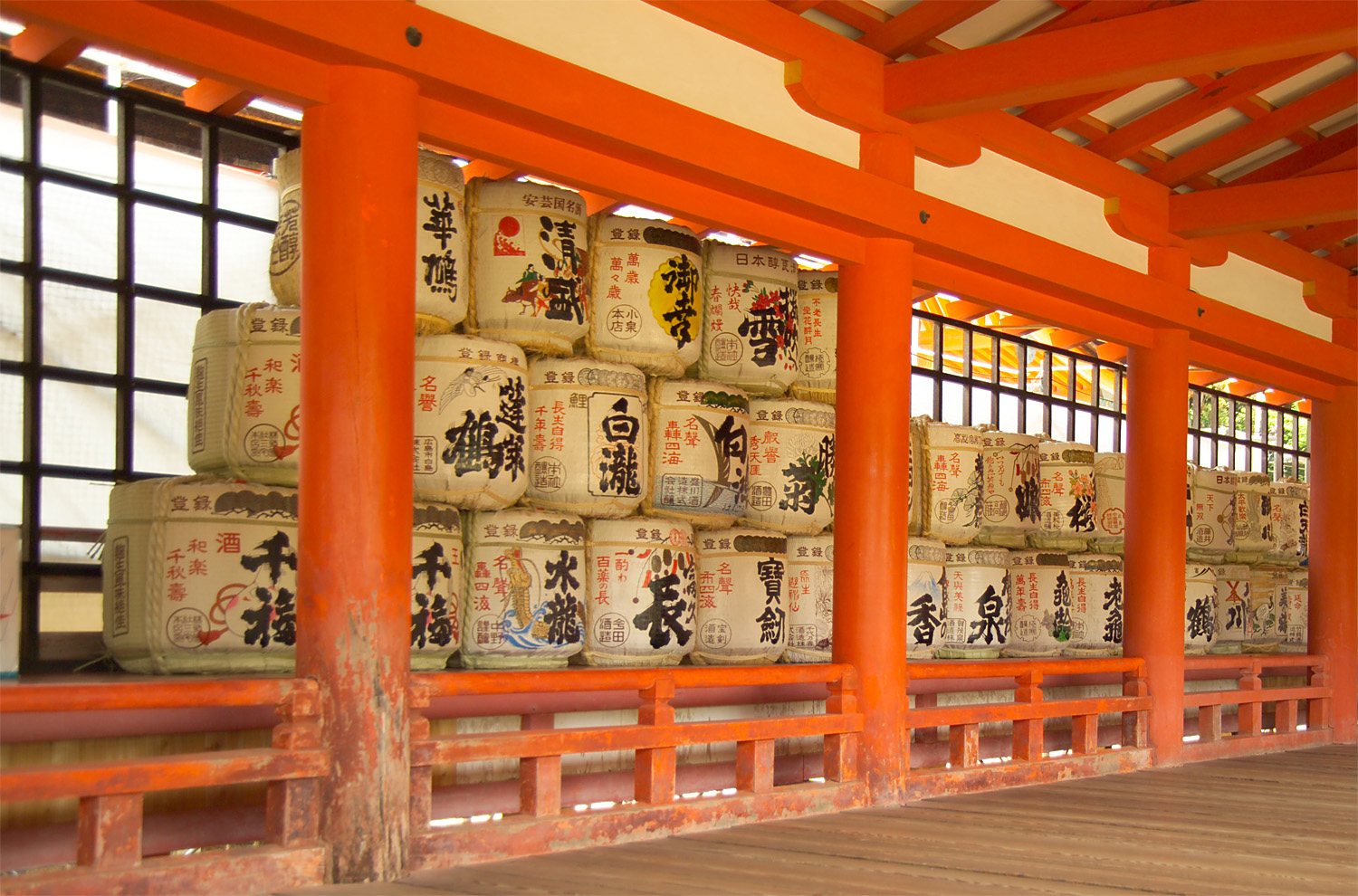
Бочки саке, принесённые святилищу Ицукусима

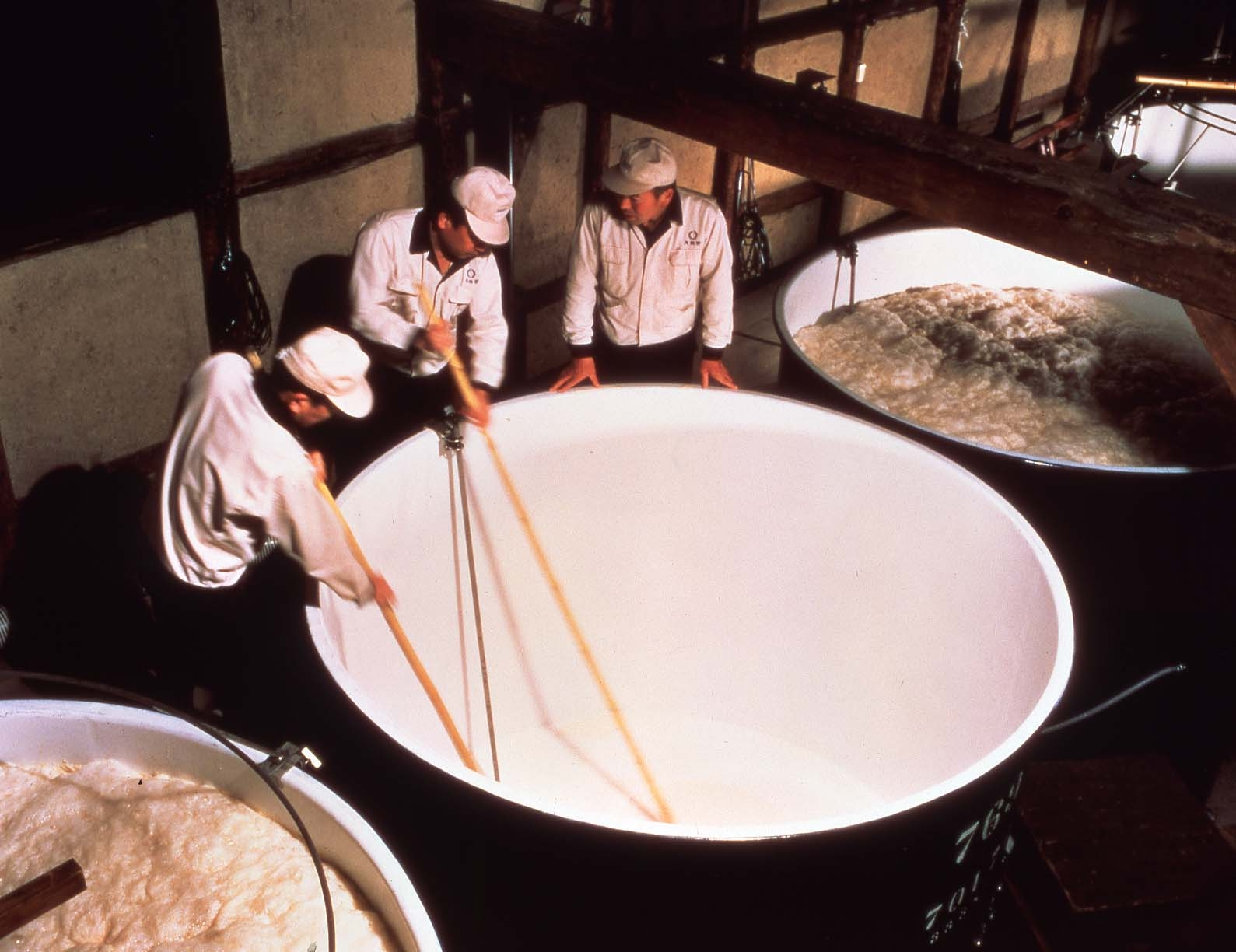
Современные сакевары

Сакая (яп. 酒屋, «сакеварня») — разновидность предприятий или предпринимателей в Японии XIII — XIX века, которые занимались изготовлением и продажей саке.

## Общие сведения
Техника производства рисовой браги саке была известна японцам с начала I века. В V веке она была усовершенствована китайскими умельцами. Это дало возможность изготавливать саке в домашних условиях, чем сразу воспользовалась японская аристократия, буддистские монастыри и простолюдины.
Несмотря на длительную традицию изготовления этого напитка, саке стало товаром лишь в XIII веке. Появились первые предприятия, которые занимались изготовлением рисовой браги на продажу. Они назывались сакая и располагали профессиональными мастерами варки — сакадзукури (яп. 酒作 сакадзукури, сакакото). Эти предприятия сочетали в себе функции начальственной мануфактуры и корчмы и располагались в крупных городах, таких как Киото и Нара. С XIV века большинство сакая дополнительно занимались ростовщичеством.
В XV веке сакая были обложены высоким налогом, который шёл на содержание столичной аристократии и сёгуната Муромати. Наряду с этим происходило разрастание сакеварной промышленности и спроса на саке. Создавались новые сакая в городах Сакаи, Нисиномия, Хёго, Миякоси, Эгава и других. Предприятия, изготовлявшие саке, назывались «основными сакая» (яп. 本酒屋), а зависимые от них лавки, где продавали саке в розницу, — «малыми сакая» (яп. 小酒屋).
В XVI веке появилась профессия производителей сброженного гриба, японского аспергилла, необходимого для процесса брожения. Сакевары начали изготавливать новые виды саке разного качества: густое (яп. 濁酒 добуроку), жидкое (яп. 薄濁酒 усудобуроку) и чистое (яп. 清酒 сэйсю). В этот же период сакая перестали продавать алкогольные напитки в керамических бутылках, заменив их маленькими деревянными ведрами. Новые сакая появились в городах Курасики, Ономити, Михара, Мацуяма, Коя и Кокура.
Расцвет сакая пришелся на период Эдо (1603—1867). Владение сакеварными предприятиями перешло из рук одного владельца, обычно зажиточного купца, в руки коллектива производителей. Саке стали изготавливать только из отборного белого риса. Начиная с XVIII века сакая массово появлялись в японских деревнях, что свидетельствовало о распространении культуры пития саке и росте доходов крестьян.
После реставрации Мэйдзи японское правительство повело курс на реструктуризацию производства алкогольных напитков. В 1871 году оно ввело систему лицензирования сакая, а в 1875 году внедрило акцизный сбор. В 1880 году были наложены ограничения на частное изготовление и продажу домашнего саке, в 1899 году ограничения были заменены запретом. Большинство традиционных сакая превратились в лавки по продаже ликёро-водочных изделий, меньшинство — в модернизированные заводы по производству сакэ.